# Александра Коельо Андорил
Александра Коельо Андорил (на шведски: Alexandra Coelho Ahndoril) е шведска писателка, авторка на бестселъри в жанровете трилър и биография. Пише със съпруга си Александър Андорил под псевдонима Ларш Кеплер (на шведски: Lars Kepler).

## Биография и творчество
Александра Андорил е родена на 2 март 1966 г. в Хелсингбори, Швеция, има шведско-португалски произход. Баща ѝ е учител по морска технология, а майка ѝ е домакиня. Интересува се отрано за театъра и след гимназията работи в местния държавен театър. През 1992 г. постъпва в Театралната академия в Стокхолм да учи актьорско майсторство, но напуска, защото открива, че не иска да бъде актриса.
Насочва се към журналистиката и пише литературна критика в „Göteborgs-Posten“ и „Dagens Nyheter“ (Последни новини).
През 1996 г. се омъжва за Александър Андорил, с когото имат три дъщери.
През 2003 г. прави литературния си дебют, с предизвикващия размисъл за копнежа, суетата и злоупотребата с власт, роман „Stjärneborg“, за живота на астронома Тихо Брахе. Той печели единодушното признание от критиката и печели наградата „Katapult“ за най-добър дебютен роман през 2003 г. Следващите ѝ романи също привличат голямо внимание и хубави отзиви.
Заедно със съпругата си пишат трилъри под псевдонима Ларш Кеплер. Първият от тях „Хипнотизаторът“ от емблематичната им поредица „Криминален инспектор Юна Лина“ е публикуван през 2009 г. Романът става международен бестселър и е преведен на 38 езика по целия свят. Екранизиран е през 2012 г. в едноименния филм с участието на Тобиас Зилиакус.
Следващите им романи от поредицата също са бестселъри. Вторият трилър от поредицата, „Договорът Паганини“, е екранизиран през 2015 г.
Александра Коельо Андорил живее със семейството си в Стокхолм, и в летен дом на западния бряг на Швеция.

## Произведения

### Като Александра Андорил

#### Самостоятелни романи
- Stjärneborg (2003) – награда „Катапулт“
- Birgitta och Katarina (2006)
- Mäster (2009)

### Като Ларш Кеплер

#### Серия „Криминален инспектор Юна Лина“ (Detective Inspector Joona Linna)
1. Hypnotisören (2009)
Хипнотизаторът, изд.: ИК „Ентусиаст“, София (2011), прев. Светла Стоилова
2. Paganinikontraktet (2010)
Договорът Паганини, изд.: ИК „Ентусиаст“, София (2013), прев. Цветана Добрева
3. Eldvittnet (2011)
Свидетел на огъня, изд.: ИК „Ентусиаст“, София (2016), прев. Меглена Боденска
4. Sandmannen (2012)
5. Stalker (2014)

### Екранизации
- 2012 Hypnotisören
- 2015 Paganinikontraktet